# Agapetes malipoensis
Agapetes malipoensis är en ljungväxtart som beskrevs av S.H. Huang. Agapetes malipoensis ingår i släktet Agapetes och familjen ljungväxter. Inga underarter finns listade i Catalogue of Life.